# Просо

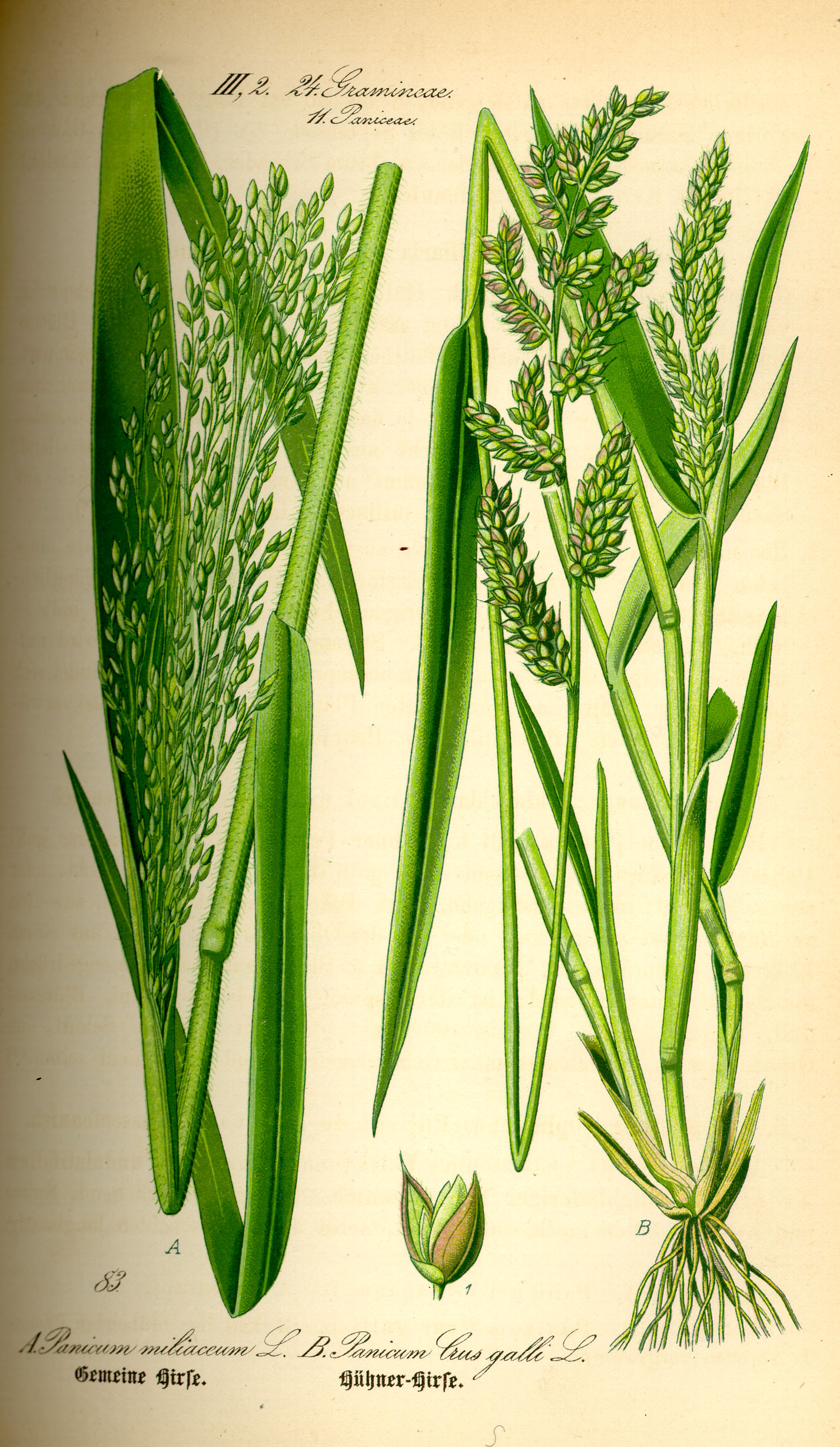
Просо

Про́со (Panicum) — рід однорічних трав'янистих рослин родини тонконогових.
У Азії, Америці, Африці, Європі налічується понад 400 видів проса (див. Список видів роду просо). У природі просо — це бур'ян або трава, якою годують худобу.
Просо звичайне у дикому вигляді невідоме. Із III тисячоліття до нашої ери просо вирощують як сільськогосподарську культуру у Китаї, Європі, Монголії та Північній Африці. Це теплолюбна, посуховитривала, жаростійка рослина.
В Індії та Шрі-Ланці вирощують просо дрібне.
Із зерна проса виготовляють крупу (пшоно) і борошно. Для годівлі худоби використовується зерно, лузга, солома.
Іноді просом називають деякі рослини з інших родів — могар, чумизу, пайзу.

## Господарче значення

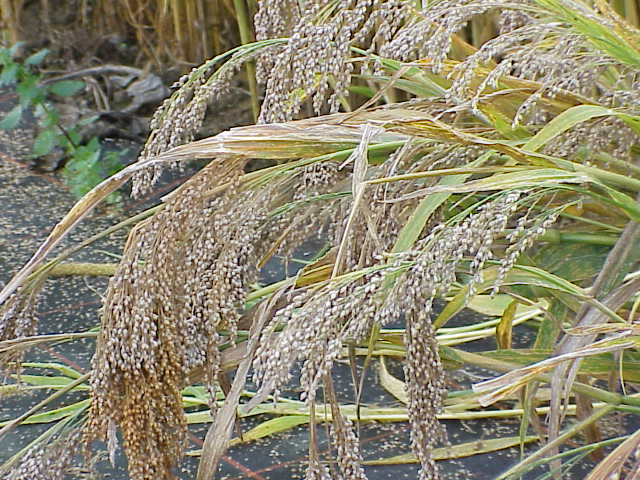
Просо на полі

Просо є цінною круп'яною культурою, яка здатна забезпечити відносно високі і досить стабільні врожаї навіть у посушливі роки. За дотримання технології вирощування воно дає часто вищі врожаї, ніж інші зернові культури. В Україні просо можна сіяти пізно, що дає змогу рослинам продуктивно використовувати літні опади. Тому просо широко застосовують як страхову культуру для пересіву загиблих озимих та ранніх ярих і для пожнивних посівів на зелений корм.
Просо — це культура без відходів. Завдяки значній кількості крохмалю просо використовується для виробництва спирту, а в останній час у світі компанії з генетики рослин активно працюють над перетворенням проса в енергетичну рослину. Солома та полова проса за своїми якостями наближаються до лугового сіна (0,41 к. о.). Просяне ж сіно краще від сіна з вівса, сорго, кукурудзи чи тимофіївки, а за якістю зеленої маси просо переважає кукурудзу та сорго.
Посівні площі просяних займають четверте місце у світі серед основних зернових культур. В останні роки виробництво проса збільшилось у багатьох країнах Америки, Європи та Азії. В Україні ж за останні 6-7 років посівні площі проса зменшилися майже вдвічі.

## Особливості вирощування
Просо — теплолюбна, стійка до спеки рослина. Насіння проса проростає за температури не нижче +8-10°С, а для появи її сходів потрібна температура не нижча за +10-11 °С. Слід враховувати, що за температури — 3-5°С сходи проса гинуть, а оптимальною температурою для цвітіння проса є 20-24°С. При цьому просо — посухостійка рослина. Температуру 30-40°С просо витримує краще за інші злакові культури.
За 20 днів до викидання волотей у проса настає критичний період щодо вологи, який продовжується до кінця цвітіння. Дефіцит вологи в цей період спричинює стерильність колосків і, як наслідок, втрати врожаю. Для забезпечення доброго врожаю проса необхідно, щоб вологість ґрунту була на рівні 60-80 %.
Просо — досить світлолюбна рослина. Недостатнє освітлення, посилене низькими температурами в період формування генеративних органів (трубкування, викидання волотей), спричиняє стерильність колосків.
Найпридатніші для вирощування проса є чисті від бур'янів структурні ґрунти з високим умістом легкорозчинних поживних речовин: чорноземні, каштанові, сірі лісові ґрунти легкого і середнього механічного складу з рН 5,5-7,5.
У своєму розвитку просо проходить 12 основних етапів проростання насіння, сходи, кущення, стеблування, викидання волоті, цвітіння, формування зернівок і дозрівання. Цвітіння в межах волоті на рослині зазвичай, продовжується 13-18 днів, а в польових умовах просо цвіте протягом 30-40 днів. Приблизно така ж і тривалість достигання зерна в межах волоті і поля. Вегетаційний період скоростиглих сортів проса становить 60-80 днів, пізньостиглих — 100—120. На час достигання солома сира і частково зелена.
У проса добре розвинена коренева система, яка при цьому має слабку засвоювальну здатність. Продуктивна кущистість рослин проса становить 2-5, маса 1000 зернівок — 5-9 г, плівчастість — 20-30 %, вихід пшона — 65-85 %.
Просо вимогливе до попередників, бо від сходів до кущення росте повільно і пригнічується бур'янами. Недобір урожаю від бур'янів досягає 10-15 %, а в умовах сильної забур'яненості — 50 % і більше, особливо в перший період росту (фаза двох-трьох листків). У цей період низька активність кореневої системи, тому під посіви проса потрібно відводити родючі, чисті від бур'янів поля. Найкращі попередники — зернові бобові, підживлені картопля, цукрові буряки, багаторічні трави, баштанні культури, а в зонах, де немає кукурудзяного стеблового метелика, — і кукурудза. Погані для нього попередники — просо, сорго, соняшник, ярий ячмінь, суданська трава.
Обробіток ґрунту під просо повинен бути спрямований на очищення поля від бур'янів.
Просо добре реагує на внесення органічних і мінеральних добрив. Але органічні добрива доцільно вносити під попередник, щоб уникнути додаткового забур'янення.
Сіяти просо потрібно тоді, коли ґрунт на глибині 10 см прогріється до 10-12°С і зникне загроза заморозків: у Степу це в середині квітня, Лісостепу — першій декаді травня, на Поліссі — в середині травня.
Глибина сівби за доброго вологозабезпечення на легких ґрунтах — 5-6 см, середніх — 4-5, важких — 3-4 см. При недостатньому вологозабезпеченні глибину збільшують на 1-2 см. Польова схожість насіння у проса нижча, ніж у інших культур і часто не перевищує 70-75 %. Тому застосовують порівняно високі норми висіву насіння. При звичайному рядковому способі сівби в Степу — 3-3,5 млн. (20-22 кг/га), Лісостепу — 3,6-4,5 млн. (24-30 кг/га), на Поліссі — 4,5-5,1 млн схожих насінин на 1 га (30-34 кг/га). При широкорядній сівбі норми висіву зменшують на 0,5-0,7 млн/га.
При дотриманні вимог передових технологій вирощування просо може сформувати високий урожай зерна, зеленої маси, соломи та сіна. Слід зазначити, що період визрівання зерна у проса розтягнутий, зерно неодночасно достигає в різних частинах рослини: раніш за все — у волоті основного стебла, на кілька днів пізніше у волотях другорядних стебел, на пагонах. У межах окремої волоті зерно починає достигати раніше у верхній частині, потім у середній та нижній. Це дуже заважає встановленню правильного строку збирання врожаю та призводить до великих його втрат. Звертає на себе увагу й той факт, що стебло та листя рослин проса на час господарської стиглості містить значну кількість вологи. Тому вважається доцільним роздільний спосіб збирання. Зерно в скошених і своєчасно підібраних валках добре просихає, достигає, краще вимолочується і, головне, здебільшого не потребує значних витрат на просушування.
Звичайно прийнято вважати просо готовим до збирання тоді, коли зерно в середній частині волоті має воскову стиглість. Але дуже велика нерівномірність достигання окремих рослин заважає правильному визначенню строків збирання. За даними науково-дослідних установ та з досвіду передових господарств, найкращим строком збирання проса роздільним способом є той час, коли кількість достиглих зерен у більшості волотей становитиме не менше 80-85 %. Це можна встановити в середньому зразку зерна, взятого з 10-15 рослин. Визначивши стан 1000 зерен із такого зразка, можна досить правильно встановити фазу стиглості всього масиву проса. Якщо скосити просо в ранні строки, недостигле зерно з нижніх частин волотей під час обмолоту видуватиметься разом із половою. Недобір урожаю від передчасного скошування становить від 2 до 8 ц/га.
Підбирають та обмолочують валки комбайнами залежно від погоди та розмірів валків, через 3-8 днів, коли вологість зерна зменшиться до 15-16 %.
Для прямого комбайнування просо вважається готовим, коли достиглих зерен налічується не менше як 90 %. Збирати раніше такого стану недоцільно, це призводить до великих втрат врожаю. Недостигле просо зазвичай має дуже підвищену вологість не тільки зерна, але соломи та полови, тому перша і друга очистка в комбайні часто забиваються, і значна частина зерна попадає в полову, а недостигле зерно, крім того, вже не набуває нормальних якостей.